# Părul (super-roi de galaxii)
Super-roiul de galaxii Părul (SCl 117) este un super-roi de galaxii apropiat de Super-roiul de galaxii local, care conține Roiul de galaxii Părul (Abell 1656) și Roiul de galaxii Leul (Abell 1367). Localizat la 300 de milioane de ani-lumină de Pământ, este în centrul Marelui Zid. Super-roiul de galaxii Părul este cel mai masiv roi de galaxii de Super-roiul de galaxii local, care conține Calea Lactee. Este aproximativ sferică, cu un diametru de 20 de milioane de ani-lumină și conține mai mult de 3000 de galaxii. Este localizat în constelația Părul Berenicei. Fiind unul dintre primele super-roiuri de galaxii descoperite, aceasta a ajutat astronomii să înțeleagă structura universului.